# Tempel der drei Grazien (Břeclav)

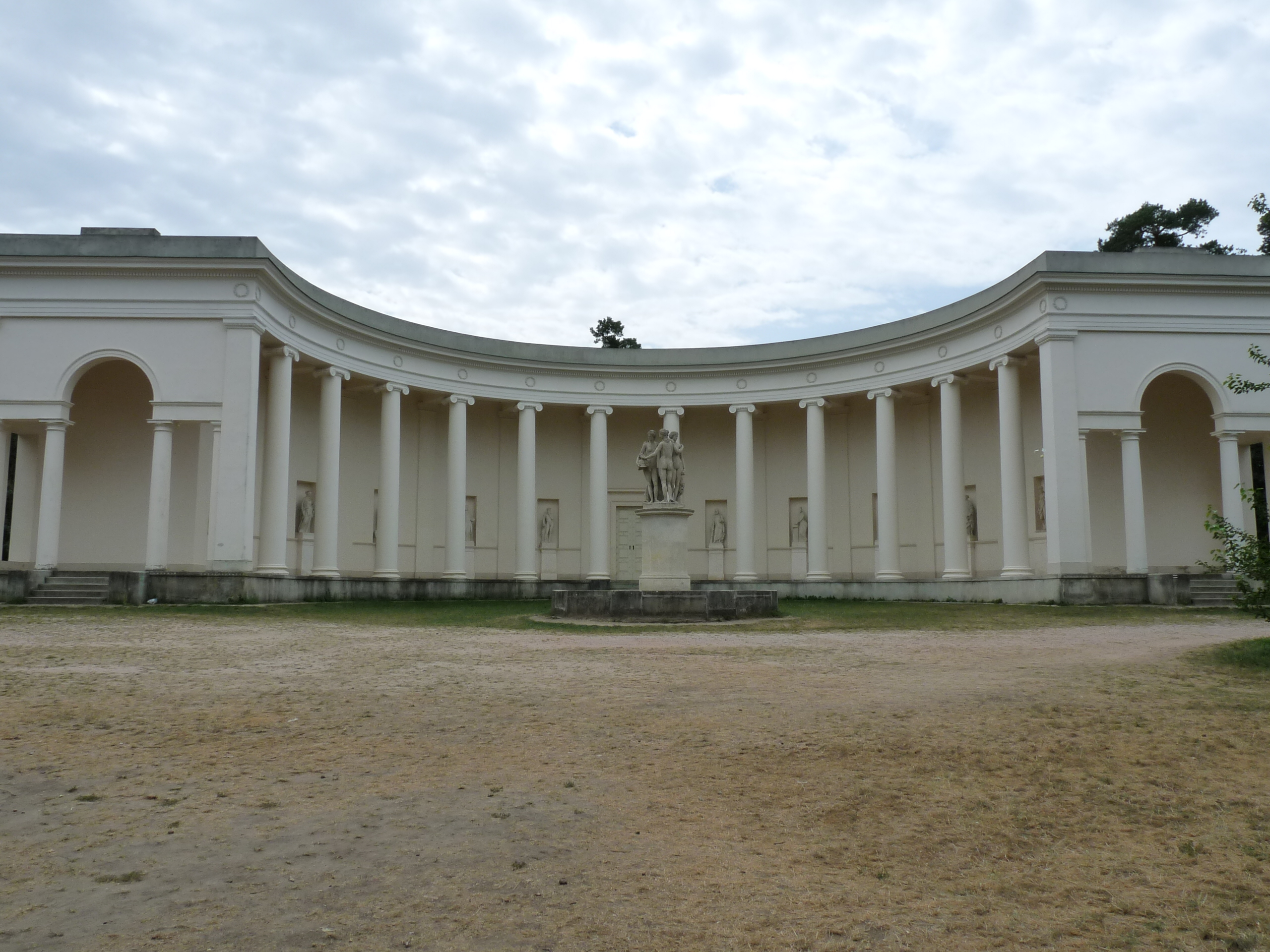
Hauptfassade

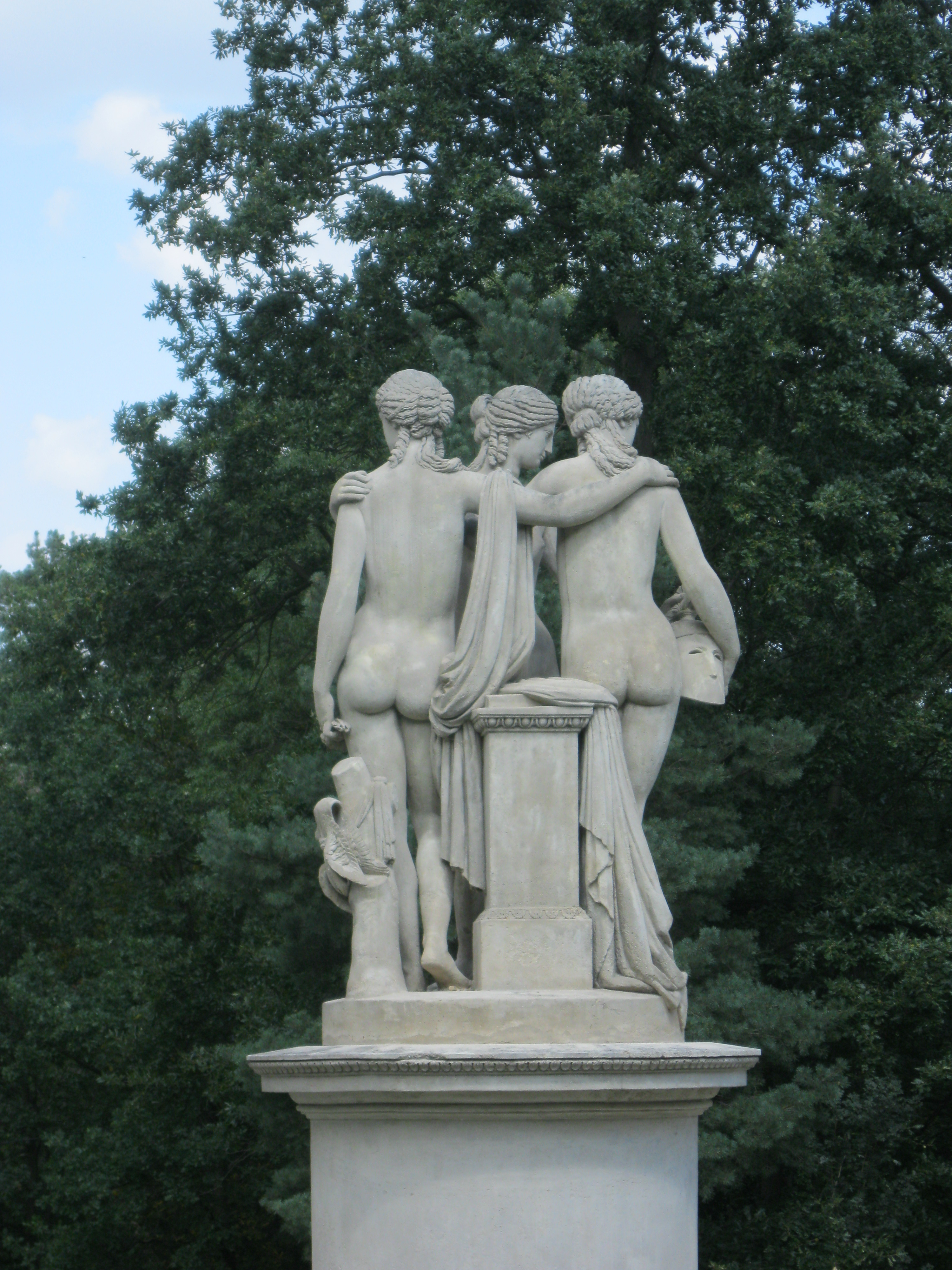
Drei nackte Damen – wenn auch keine Grazien

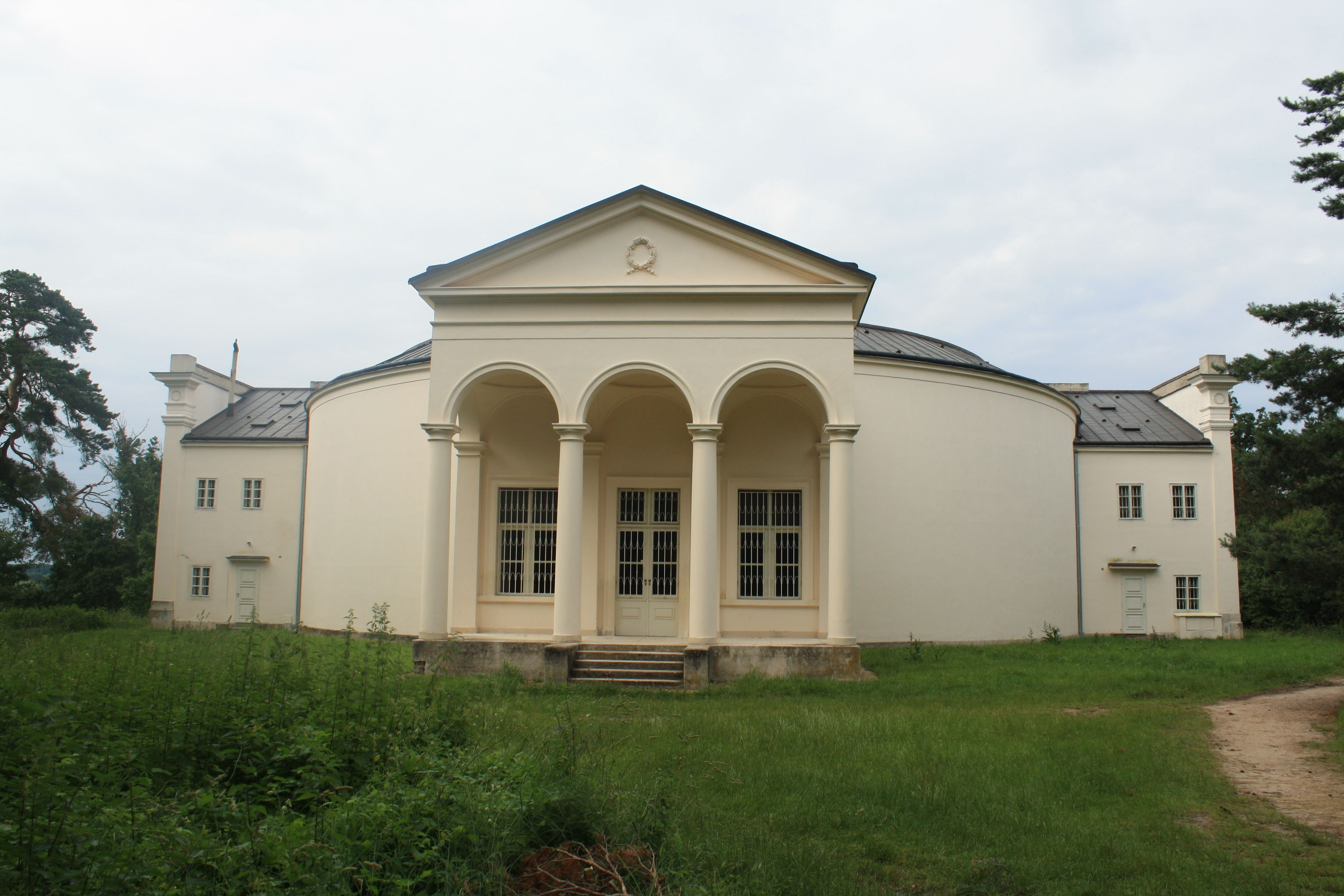
Rückansicht des Gebäudes

Der Tempel der drei Grazien (tschechisch: Chrám Tří grácií) ist ein Staffagegebäude im Park des Schlosses Valtice (deutsch: Schloss Feldsberg) in Břeclav, Tschechien, Bestandteil der Kulturlandschaft Lednice-Valtice und damit des gleichnamigen UNESCO-Welterbes.

## Geografische Lage
Das Gebäude gehört zu einer Reihe von Bauwerken an den Teichen, die die Anlagen von Schloss Lednice und Schloss Valtice trennen. Es liegt etwas zurückgesetzt am Südufer des Mitterteichs (Prostřední rybník) und in einer Blickachse mit dem Teichschlösschen am gegenüber liegenden Ufer. Südlich erstreckt sich der Boří les.

## Geschichte
Auftraggeber war Fürst Johann I. von Liechtenstein, ausführender Architekt Joseph Franz Engel. Errichtet wurde der Tempel 1824/25.

## Gebäude
Die Hauptfassade des Gebäudes ist auf den See hin ausgerichtet. Sie bildet einen konvexen Halbkreis, der aus zwölf ionischen Säulen gebildet wird. In dessen Mittelpunkt steht die Gruppe dreier unbekleideter Frauen-Statuen auf einem runden Sockel. Die Säulenreihe endet an beiden Seiten in einem Fassadenabschnitt der von je einem Venezianischen Fenster gebildet wird. Den Säulen korrespondieren an der Kolonnaden-Innenwand jeweils dorische Pilaster. In den Nischen dazwischen stehen 10 allegorische Figuren, die Joseph Klieber geschaffen hat.
Im Innern gibt es einen zentralen Salon mit Mosaikfußboden, Marmor verkleideten Wänden, Tonnengewölbe mit umlaufendem Fries und Grisaille-Kassettierung. Der Marmor wurde aus einem aufgehobenen Kloster in Wranau beschafft. Der Salon hat sowohl einen Zugang von der Kolonnade als auch von der Rückseite des Gebäudes. In seiner Mitte stand ursprünglich auf einem Granitsockel eine Statue der badenden Venus, die Leopold Kissling nach „einer Vorlage aus dem Vatikan“ geschaffen hat.
Die namensgebende, im Halbrund der konvexen Fassade angeordneten Frauengruppe zeigt – entgegen der Benennung – nicht die Chariten (drei Grazien) Aglaia, Euphrosyne und Thalia, sondern die Göttinnen Artemis, Athene und Aphrodite. Die Figurengruppe stammte von Johann Martin Fischer, stand ursprünglich im Eisgruber Schlosspark und wurde hierhin versetzt.